# Campeonato Mundial de Esqui Estilo Livre de 1991
O Campeonato Mundial de Esqui Estilo Livre de 1991 foi a 3º edição do Campeonato Mundial de Esqui Estilo Livre, organizado pela Federação Internacional de Esqui (FIS). A competição foi disputada entre os dias 11 a  17 de fevereiro de 1991, em Lake Placid no estado de Nova Iorque nos Estados Unidos.

## Resultados

### Masculino
| Evento      | Ouro                                | Prata                   | Bronze                        |
| Moguls      | Edgar Grospiron · França            | Bernard Brandt · Suíça  | Chuck Martin · Estados Unidos |
| Aerials     | Philippe Laroche · Canadá           | John Ross · Canadá      | Dave Valenti · Estados Unidos |
| Acro Skiing | Lane Spina · Estados Unidos         | Roberto Franco · Itália | Dave Walker · Canadá          |
| Combinado   | Sergei Shupletsov · União Soviética | Jeff Viola · Canadá     | Youri Gilg · França           |

### Feminino
| Evento      | Ouro                                 | Prata                          | Bronze                           |
| Moguls      | Donna Weinbrecht · Estados Unidos    | Tatjana Mittermayer · Alemanha | Birgit Stein-Keppler · Alemanha  |
| Aerials     | Vasilisa Semenchuk · União Soviética | Elfie Simchen · Alemanha       | Liselotte Johansson · Suécia     |
| Acro Skiing | Ellen Breen · Estados Unidos         | Jan Bucher · Estados Unidos    | Cathy Fechoz · França            |
| Combinado   | Maja Schmid · Suíça                  | Conny Kissling · Suíça         | Kristean Porter · Estados Unidos |

## Quadro de medalhas
| Ordem | País            | Medalha de ouro | Medalha de prata | Medalha de bronze |    |
| ----- | --------------- | --------------- | ---------------- | ----------------- | -- |
| 1     | Estados Unidos  | 3               | 1                | 3                 | 7  |
| 2     | União Soviética | 2               | 0                | 0                 | 2  |
| 3     | Canadá          | 1               | 2                | 1                 | 4  |
| 4     | Suíça           | 1               | 2                | 0                 | 3  |
| 5     | França          | 1               | 0                | 2                 | 3  |
| 6     | Alemanha        | 0               | 2                | 1                 | 3  |
| 7     | Itália          | 0               | 1                | 0                 | 1  |
| 8     | Suécia          | 0               | 0                | 1                 | 1  |
|       | TOTAL           | 8               | 8                | 8                 | 24 |